# Mindre australisk punghoppråtta
Mindre australisk punghoppråtta (Antechinomys laniger) är en art i familjen rovpungdjur och den enda arten i släktet Antechinomys. Den förekommer i Australiens centrala delar.
Det vetenskapliga släktnamnet är sammansatt av släktnamnet för pungspetsekorrar (Antechinus) och av det gammalgrekiska ordet mys (mus). Artepitetet är sammansatt av de latinska orden lana (ull) och gero (bära). Det syftar på den ulliga pälsen. I utbredningsområdet heter arten kultarr.

## Utseende
Djuret liknar springråttor i utseende men är ett pungdjur. Med de långa bakre extremiteterna har arten bra förmåga att hoppa. Dessutom finns tjocka trampdynor på de bakre fötterna. Även de främre extremiteterna är längre än hos flera besläktade arter. Den långa mjuka pälsen är på ovansidan grå och på buken vitaktig. Kring ögonen finns en mörk ring och på hjässan förekommer en otydlig mörkare fläck. Nosen är långdragen och de långa öronen är riktade bakåt. Denna punghoppråtta når en kroppslängd mellan 8 och 11 centimeter och en svanslängd mellan 10 och 15 centimeter. Hannar är större än honor.

## Ekologi
Arten förekommer i olika habitat, däribland savanner och annan gräsmark, öppna skogar, buskmark, klippiga regioner och öknar. Individerna är aktiva på natten och vilar på dagen i bergssprickor, jordgrottor eller bland tät växtlighet. De gräver inga bon men övertar ibland bon av andra djur.
Rörelsesättet påminner om hästens galopp, de hoppar med sina bakre extremiteter och landar på sina främre extremiteter.

### Föda
Födan utgörs främst av insekter och andra ryggradslösa djur. Kanske äter de även mindre ryggradsdjur som möss eller ödlor men för uppgiften finns bara obekräftade berättelser. Vid matbrist faller individerna ibland i dvala (torpor).

### Fortplantning
Honor har ingen permanent pung (marsupium) utan utvecklar hudflikar under parningstiden. Dessa flikar ligger kring de 4 till 10 spenarna. Efter en kort dräktighet (cirka 12 dagar) föds 3 till 6 ungar som suger sig fast vid spenarna. Efter ungefär tre månader slutar honan att ge di och efter nästan ett år är ungarna könsmogna. Livslängden uppskattas med två till tre år.

## Hot
På grund av det svårtillgängliga levnadsområdet är det komplicerat att fastställa artens hotstatus och beståndsstorlek. I vissa regioner blev djuret sällsynt (New South Wales, Queensland). Det beror huvudsakligen på införda fiender som rödräv och tamkatt samt av levnadsområdets omvandling till jordbruksmark. Trots allt listas arten av IUCN som livskraftig (LC).

## Systematik
Mindre australisk punghoppråtta är nära släkt med arter i släktet Sminthopsis och räknas ibland till detta släkte. Ibland klassificeras den östliga populationen som självständig art, Antechinomys spenceri.